# Beam of light
Beam of light is een muziekalbum van Patricia Paay uit 1975. Het is haar tweede album sinds Portret van Patricia (1969). In de tussenliggende periode zong ze in allerlei formaties, waaronder als leadzangeres van Himalaya en Heart, en als achtergrondzangeres tijdens opnamesessies van andere bands. Het album werd opgenomen in de Abbey Road Studios in Londen.

## Nummers
| Nr. | naam                         | schrijver                      | duur |
| --- | ---------------------------- | ------------------------------ | ---- |
| A1  | Love where are you now       | Bobby Tench, Ian Samwell       | 3:02 |
| A2  | Million dollars              | Ad van Olm                     | 3:00 |
| A3  | Stairway to heaven           | Jimmy Page, Robert Plant       | 6:50 |
| A4  | Children come home           | Rosa van Leer, Thijs van Leer  | 3:52 |
| B5  | Please crawl out your window | Bob Dylan                      | 3:58 |
| B6  | Understand                   | Steve Harley                   | 4:32 |
| B7  | Beautiful woman              | Okkie Huijsdens, Patricia Paay | 3:27 |
| B8  | Sebastian                    | Steve Harley                   | 4:25 |
| B9  | Tiger and a lion             | Ad van Olm, Patricia Paay      | 2:48 |